# Hadula cinnamomeogrisea
Hadula cinnamomeogrisea är en fjärilsart som beskrevs av Rothschild 1913. Hadula cinnamomeogrisea ingår i släktet Hadula och familjen nattflyn. Inga underarter finns listade i Catalogue of Life.